# Columna Ascaso
La Columna Ascaso fue la tercera columna organizada en Barcelona por las milicias de la CNT en julio de 1936. Recibió su nombre en homenaje al anarquista Francisco Ascaso, muerto en combate en Barcelona el 20 de julio de 1936. La columna salió para el frente de Aragón el 13 de agosto con 2.000 milicianos. Contaba con 4 o 6 ametralladoras y 3 o 4 camiones blindados ("tiznaos") transformados en una metalúrgica de Gavá. A la columna Ascaso se incorporaron los grupos internacionales "Giustizia e Libertá" y el "Batallón de la Muerte o Centuria Malatesta". Estaba situada en el sector de Huesca, y la dirigían entre Cristóbal Aldabaldetrecu, Gregorio Jover y Domingo Ascaso.

## Historial
La Columna Ascaso, llega a Barbastro (Huesca) hacia el 15 de agosto con cerca de un millar de voluntarios, donde se encontró con el coronel Villalba y el teniente coronel González Morales, que eran los jefes de los restos del Regimiento de Barbastro, de unos 350 hombres, que se había mantenido fiel a la República. 

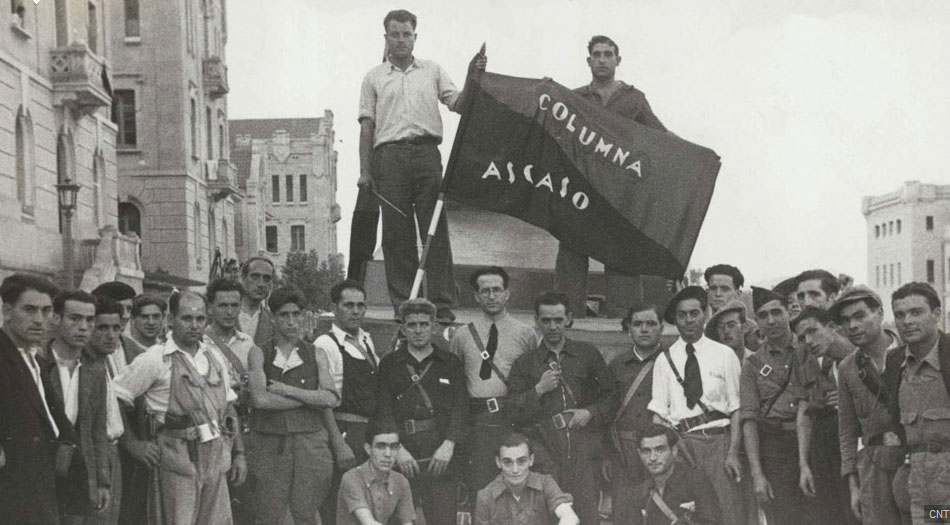
Columna Ascaso en el día en que partían hacia el frente en Aragón

Su nombre le venía del anarquista oscense Francisco Ascaso, muerto en los combates del 20 de julio en Barcelona. Pertenecía al grupo anarquista Nosotros, y es probable que de haber vivido habría dirigido esta columna. Sin embargo, su puesto fue ocupado por Gregorio Jover (que más tarde pasó a la Columna los Aguiluchos) y Cristóbal Aldabaldetrecu, que también pertenecían al grupo Nosotros y por su hermano, también anarquista, Domingo Ascaso, que pertenecía al mismo grupo. Ambos eran primos de Joaquín Ascaso, que dirigiría el Consejo de Aragón. 
El coronel Villalba había permanecido en Barbastro esperando instrucciones o refuerzos republicanos. Estos refuerzos comenzaron a llegar con la columna anarquista de Ascaso, quedando estos militares como parte de la columna. Muy pronto comenzaron las operaciones de cerco a Huesca, tomando Siétamo, que se perdería luego de nuevo. En este sector la lucha fue intensa (ver batalla de Monte Pelado), quedando rodeada Huesca por tres columnas ,de unos 7000 milicianos en total, en agosto: la columna Ascaso, la Columna Carlos Marx del PSUC y la Columna Arquer-Grossi del POUM. La Columna Ascaso quedó desplegada en el sector de Vicién y Sangarrén. Más tarde, en noviembre se desplegó en torno a Tardienta y Almudévar.
En los combates de Huesca se sembrarían dudas sobre la lealtad del coronel Villalba, muy criticado tanto por las fuerzas de la CNT y por las del POUM, y únicamente defendido por el PSUC, dado que además tenía otros cuatro hermanos en el bando nacional. Más tarde, éste fue trasladado a Málaga en donde quedaría a cargo de todo el sector. Después de la derrota de la Batalla de Málaga fue duramente atacado también por los comunistas del PSUC y acusado de traición llegando a permanecer dos años en la cárcel. 
La Columna Ascaso participó en distintos combates, en especial en la ofensiva de Huesca y en la batalla de Monte Pelado, del 28 de agosto. En esta participaron unos 1200 italianos y 800 españoles (2.000 en total), que sufrieron grandes bajas. Conquistaron la posición pero ello no llevó a la toma de Huesca. La Columna recibió numerosas incorporaciones de otras unidades menores, como la Columna Los Aguiluchos, la Columna Roja y Negra, la Columna Vallés Oriental o las baterías del capitán Botet.
Entre los participantes en la columna estuvo José Luis Facerías, más tarde conocido como uno de los maquis libertarios en Cataluña entre 1945 y 1953.

## Internacionales
La columna se haría conocida por incluir grupos de combatientes internacionales. Entre ellos estaba el Grupo Internacional Eric Mühsam de alemanes anarquistas del grupo DAS (deutsche anarcho-syndicalisten). También, formaron una centuria los alemanes de origen marxista (de la Olimpiada Popular), que dirigía Hans Beimler. También participaron internacionales italianos en la columna. En un primer momento se integrarían en la columna los republicanos liberales de la columna conocida como Giustiza e Libertà, Batallón Matteotti o Columna italiana, liderada por Carlo Rosselli y Fausco Falschi. 
Los anarquistas italianos, por su parte, formaron el llamado Batallón de la Muerte o Centuria Malatesta que fue una columna anarquista internacional muy espectacular. Formada por italianos exilados en Francia, causaron una gran impresión en su desfile por Barcelona, organizado el 14 de marzo de 1937, a causa de sus uniformes negros - con tibias y calaveras - de apariencia paramilitar. Emulaban a las milicias antifascistas italianas de principios de los años 20 llamadas Arditti del Popolo. 
Vicente Guarner, explica que el Batallón de la Muerte fue entrenado en el Castillo Francisco Ascaso de Santa Perpetua de la Moguda y que fue equipado y financiado por la Generalidad de Cataluña a petición de Diego Abad de Santillán y mandado por Camillo Berneri, Cándido Testa y Francesco Fausto Nitti. Entraron en batalla con mal pie, siendo derrotados en Almudévar, el pueblo precisamente de los Ascaso, y en Montalbán. En el asalto a la ermita de Santa Quiteria resultaron aniquilados. Guarner indica que los restos del batallón se reincorporaron a la Columna Ascaso y otros cruzaron la frontera de Francia. Sin embargo otros, como los internacionales del Giustiza e Libertà, acabaron en la Brigada Garibaldi de las Brigadas Internacionales.

## Militarización
La primera iniciativa de militarización en el Frente de Aragón tuvo lugar de la mano del Ejército Popular de Cataluña. La Generalidad pretendía reconvertir la fuerza miliciana en un ejército bajo su mando. Como es lógico, ello derivó en una disputa con el Gobierno de Largo Caballero. El 20 de febrero el coronel Vicente Guarner, subsecretario de la Consejería de Defensa, firmó un decreto que reorganizó la estructura del Ejército catalán. Dispondría ahora de cinco divisiones («Ascaso», «Durruti», «Jubert», «Carlos Marx» y «Lenin») formadas a partir de las antiguas columnas milicianas y también dos agrupaciones independientes —las antiguas columnas Macià-Companys y Volant Catalana—, todas ellas dispuestas en el Frente de Aragón. Así pues la Columna Ascaso, junto con las columnas Aguiluchos y Roja y Negra, se convirtieron en los Regimientos Durruti, 19 de julio y Rojo y Negro. La Ascaso fue la base del regimiento 19 de julio. Entre las tres totalizarían unos 7.000 combatientes. La División Ascaso en la primavera de 1937 también contaba con un batallón Alpino.
A partir del mes de mayo de 1937, el gobierno tomó el control de las fuerzas militares catalanas. El mando fue concedido al general Sebastián Pozas que formó el nuevo Ejército del Este. Según la nueva nomenclatura del ejército republicano la Columna Ascaso se convirtió en la 28.ª División republicana. Y sus tres regimientos fueron convertidos en las brigadas 125.ª, 126.ª y 127.ª. La nueva división quedó a cargo de Gregorio Jover, que era partidario de la militarización. Miguel García Vivancos, jefe de la columna Aguiluchos mandó la 125.ª BM, y Máximo Franco la 127.ª BM.
La división participó en la ofensiva de junio sobre Huesca. Al año siguiente estuvo en la batalla de Teruel, pasando después de la batalla a la zona del Alfambra. Al hundirse el frente de Aragón quedó en la zona centro. En agosto de 1938 pasó a Extremadura, esta vez bajo el mando del mayor de milicias Andrés García. Tomó parte en el batalla de Extremadura de 1938 y en la batalla de Peñarroya.
En 1937 la División Ascaso tuvo una publicación llamada Más Allá.